# Sphaerolaimus uncinatus
Sphaerolaimus uncinatus is een rondwormensoort uit de familie van de Sphaerolaimidae. De wetenschappelijke naam van de soort is voor het eerst geldig gepubliceerd in 1970 door Freudenhammer.